# Axel Theorell
Axel Teodor A:son Theorell, född 31 juli 1901 i Falun, död 16 mars 1990 i Västerleds församling, Stockholm, var en svensk civilingenjör. Han var son till överlantmätare G.T. Anderson och Malin Theorell. 
Efter studentexamen i Vänersborg 1919 och avgångsexamen från Kungliga Tekniska högskolan i Stockholm 1924 var Theorell vid nämnda läroanstalt assistent i läran om förbränningsmotorer och i mekanisk värmeteori 1925–1926 och förste assistent på förbränningsmotor- och kyltekniska laboratoriet 1926–1927. Sistnämnda år blev han konstruktör vid och delägare i Hugo Theorells Ingenjörsbyrå AB. Vid detta företag var han verkställande direktör 1940–1968 och styrelseordförande 1968–1973. 
Theorell var styrelseledamot i Svenska Värme- och sanitetstekniska föreningen i olika repriser från 1933 och i Stockholms Byggnadsförening 1934–1937. Han var ledamot av Svenska Teknologföreningen och Svenska konsulterande ingenjörers förening. Tillsammans med Gregor Paulsson och Harald Elvin utgav han Värme, ventilation och sanitet (två band, 1940, fjärde upplagan 1949).  Han invaldes 1947 som ledamot av Ingenjörsvetenskapsakademien. Theorell är gravsatt i minneslunden på Bromma kyrkogård.